# Honkisaari (ö i Egentliga Tavastland, Forssa, lat 60,91, long 23,98)
Honkisaari är en ö i Finland. Den ligger i sjön Ojajärvi och i kommunen Tammela i den ekonomiska regionen  Forssa ekonomiska region  och landskapet Egentliga Tavastland, i den södra delen av landet, 100 km nordväst om huvudstaden Helsingfors. Öns area är 0,4 hektar och dess största längd är 150 meter i sydöst-nordvästlig riktning.